# 천포창
천포창(天疱瘡, Pemphigus /ˈpɛmfɪɡəs/[*])은 점막과 피부에 발병하는 드문 수포성 자가면역질환이다.